# Veniamin Reșetnikov
Veniamin Reșetnikov (rusă Вениамин Сергеевич Решетников) (n. 28 iulie 1986, Novosibirsk, RSFS Rusă, URSS) este un scrimer rus specializat pe sabie.
A fost campion european în 2009, campion mondial în 2013 și câștigător al Cupei Mondiale din 2012–2013. Cu echipa Rusiei este de trei ori campion mondial (în 2010, 2011 și 2013) și de trei ori campion european (în 2007, 2009 și 2012).
A participat la Jocurile Olimpice de vară din 2012 de la Londra, dar a fost învins în al doilea tur de Tim Morehouse din Statele Unite.